# Dicaeum retrocinctum
El picaflores de Mindoro (Dicaeum retrocinctum) es una especie de ave paseriforme de la familia Dicaeidae endémica de la isla de Mindoro, en Filipinas.

## Distribución y hábitat
Se encuentra únicamente la isla de Mindoro, en el este de Filipinas. Suele vivir en los bosques tropicales por debajo de los 1000 metros de altitud, donde ocupa las copas de los árboles. Está amenazado por la pérdida de hábitat.

## Descripción
El plumaje de sus partes superiores es principalmente negro con brillo azulado, y también es negra la mancha en forma de triángulo invertido que se extiende de la garganta al vientre. El resto de partes inferiores y flancos son blancos. Presenta 3 manchas de color rojo intenso, una en el centro del manto, otra pequeña en la garganta, y otra alargada en el pecho. Está cercanamente emparentado con el picaflores filipino (Dicaeum australe) pero tiene el pico más largo, fino y curvado hacia abajo.